# Silnice II/245
Silnice II/245 je silnice II. třídy, která vede z Brandýsa nad Labem do Českého Brodu. Je dlouhá 21,8 km. Prochází jedním krajem a třemi okresy.

## Vedení silnice

### Středočeský kraj, okres Praha-východ
- Brandýs nad Labem (křiž. II/610, III/2452)
- Brandýs nad Labem, podjezd pod D10, bez napojení
- Lázně Toušeň (křiž. III/10160, III/2453)
- Čelákovice (křiž. III/10162, III/2455, III/2454)
- Čelákovice, podjezd pod železniční tratí Praha – Lysá nad Labem
- Mochov (křiž. II/611, III/2457, III/2458, III/24510)
- Mochov, nadjezd nad D11, bez napojení

### Středočeský kraj, okres Nymburk
- Vykáň (křiž. III/2455, III/24511)

### Středočeský kraj, okres Kolín
- Černíky (křiž. III/24512, III/24515)
- Štolmíř
- Štolmíř, podjezd pod železniční tratí Praha – Česká Třebová
- Český Brod (křiž. II/113)